# Pablo Arosemena Alba

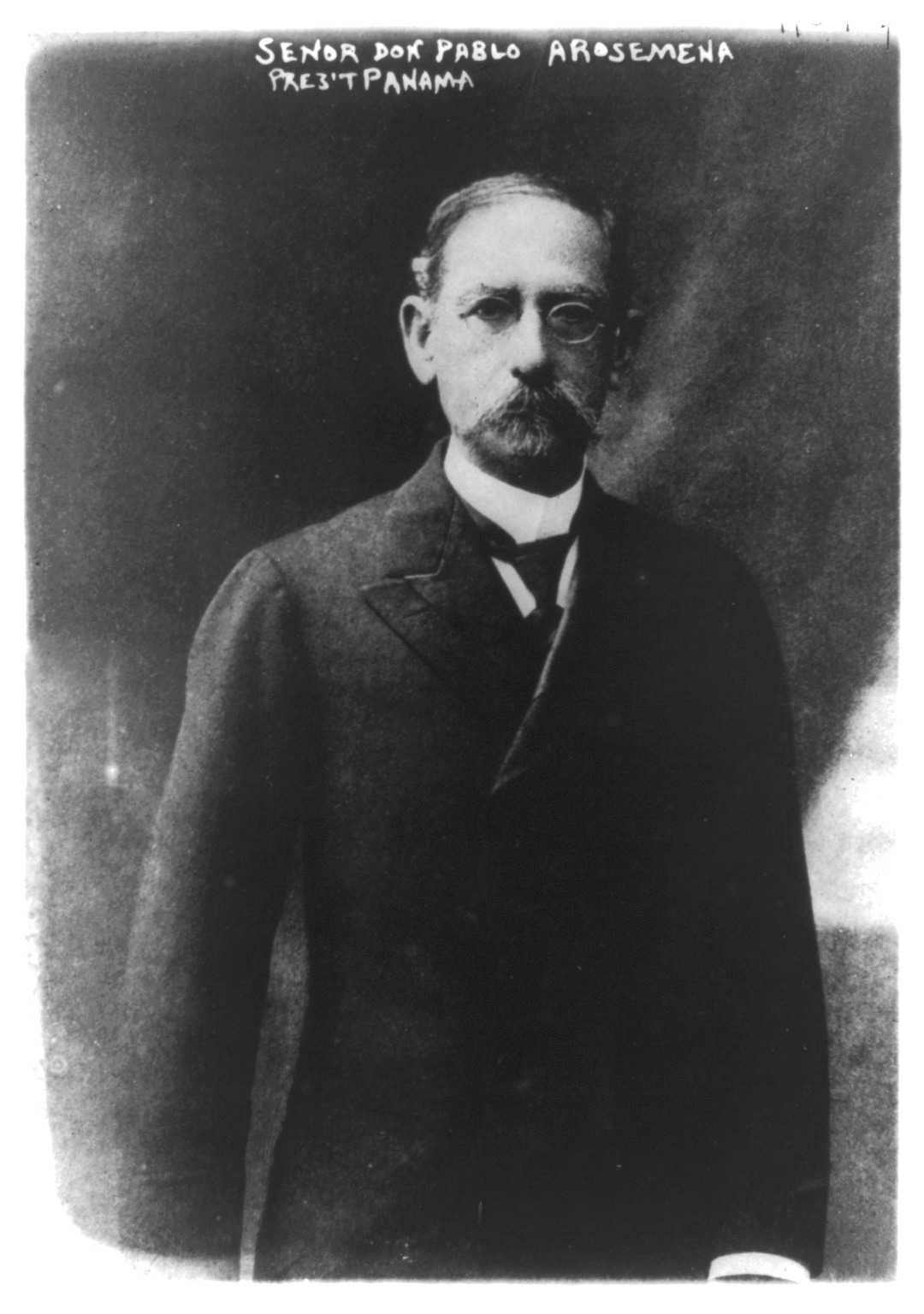
Pablo Arosemena Alba, vor 1911

Pablo Arosemena Alba (* 24. September 1836; † 19. August 1920) war der fünfte Staatspräsident von Panama als Republik.
1879 war Alba kolumbianischer Botschafter in Chile. Bereits vor Ausrufung der Republik im Jahr 1903, als Panama noch eine Provinz von Kolumbien war, war Arosemena kurzzeitig deren Präsident gewesen, erstmals vom 1. bis 12. Oktober 1875 und vom 16. Februar 1885 bis zum 26. März 1885.
Am 5. Oktober 1910 folgte er Federico Boyd als Staatspräsident nach, nachdem er zuvor zum Vizepräsidenten gewählt worden war. Am 1. Oktober 1912 gab er das Amt an Belisario Porras Barahona ab.
| Personendaten    | Personendaten                      |
| ---------------- | ---------------------------------- |
| NAME             | Arosemena Alba, Pablo              |
| KURZBESCHREIBUNG | fünfter Staatspräsident von Panama |
| GEBURTSDATUM     | 24. September 1836                 |
| STERBEDATUM      | 19. August 1920                    |